# Marius Beckmann
Marius Beckmann (* 1993) ist ein deutscher Organist, Improvisator und Komponist.

## Leben
Beckmann erhielt seinen ersten Musikunterricht im Alter von fünf Jahren und studierte zunächst Kirchenmusik in Düsseldorf sowie Orgelimprovisation und Orchesterleitung in Paris. Nach Stationen in Bonn, Troyes und Kassel, wirkte er von 2019 bis 2022 als hauptamtlicher Kirchenmusiker an St. Georg und  Titularorganist der Koulen-Orgel von St. Sebastian in Augsburg. Seit 2022 ist er Organist an St. Gertrud, Dingelstädt. Eine Tätigkeit als Konzertorganist (Konzerte u. a. in St. Sulpice (Paris) und Trinité, Luxemburg und Konstantinbasilika Trier), besonders auf dem Gebiet der Orgelimprovisation, runden sein künstlerisches Schaffen ab. Beckmann befasst sich dabei mit den Werken weniger bekannter französischer und belgischer Orgelkomponisten, wie Camille Jacquemin, Ermend Bonnal, Paul de Maleingreau und René Blin. 
Gelegentlich tritt er auch als Dirigent auf. Als Dirigent führte er die Kammeropern von Ralph Vaughan Williams, über den er auch wissenschaftliche Artikel verfasste, in Deutschland auf; ein weiterer Schwerpunkt als Dirigent liegt auf der Einspielung von Filmmusik von Komponisten wie Miklós Rózsa oder Dimitri Tiomkin.
Sein Großvater war der Rechtswissenschaftler Rolf Dannenbring.